# Dyomyx antigone
Dyomyx antigone är en fjärilsart som beskrevs av Heinrich Benno Möschler 1880. Dyomyx antigone ingår i släktet Dyomyx och familjen nattflyn. Inga underarter finns listade i Catalogue of Life.